# Турець (притока Вагу)
Турець (словац. Turiec) — річка в Словаччині, ліва притока Вагу, протікає в округах Турчянські Теплиці і Мартін.
Довжина — 77.4 км; площа водозбору 934 км².
Бере початок в масиві Кремніцке-Врхи — на висоті 1090 метрів на схилі гори Сврчіннік в напрямі села Турчек. Серед приток —
- Антонський потік;
- Бесна вода[1]
- Бистрічка
- Вриця;
- Валчанський потік;
- Веджер[2]
- Блатницький потік;
- Гайський потік[3]
- Дівяцький потік[4]
- Долинка;
- Зазріва;
- Іванчинський потік[5]
- Кам'яний потік[6]
- Козячий потік;
- Красний потік[7]
- Лучна[8]
- Мутник;
- Пешть[9]
- Пивоварський потік[10]
- Підгайський потік[11]
- Полерєка[12]
- Сілава
- Склабінський потік;
- Сокол[13]
- Флоховець;
- Требостовський потік[14]
- Трубінський потік[15]
- Турчек
- Чепчинський потік[16]
- Яворина[17][18][19][20][21][22][23]
- Ясеніца[24]

Впадає у Ваг біля міста Врутки.